# För tidig pubertet
För tidig pubertet eller pubertas praecox är en endokrin störning som innebär att puberteten inträffar mycket tidigare än förväntat. Avvikelsen kan ge psykosociala problem, men kan också vara symtom på ett underliggande fysiologiskt missförhållande. Eftersom det funnits en tydlig trend att pubertetsstarten kommer allt tidigare, har gränsen för tidig pubertet sjunkit ner i åldern. Numera räknas pubertetsstart före 8 års ålder för flickor och 9 års ålder för pojkar, som för tidig pubertet. Dock måste flera faktorer spela in i bedömningen.

## Pubertetsstart och ålder
Med pubertetsstart kan avses flera olika delar av puberteten. Utveckling av sekundära könskarakteristika (feminisering respektive virilism) innefattar för flickor utveckling av kvinnobröst (thelarche) och för pojkar tillväxt av testiklarna. Om detta inträffar före 8 respektive 9 års ålder kan det talas om för tidig pubertet. Med pubertetsstart kan också avses menarche, som om den inträffar före 9 års ålder räknas som för tidig. Ytterligare ett sätt att definiera tillståndet är att tidpunkten då längden skjuter fart tidigareläggs med minst ett år, varmed barnet är mycket längre än sina jämnåriga.
Genomsnittligt sett inträffar pubertetsstarten vid omkring 10,7-11,2 års ålder för flickor och vid 11,5 års ålder för pojkar i norra Europa. I USA inträffar puberteten tidigare, och där finns olika gränser för för tidig pubertet för vita och svarta, då det anses belagt att svarta inträder tidigare i puberteten. Också asiatiska folkslag verkar ha normalt tidigare pubertet än vita.

## Orsaker
Under den prenatala könsdifferentieringen och en stund efter födseln är individernas HPG-axel aktiv, för att sedan vara inaktiv till och med pubertetsstarten. För tidig pubertet beror följaktligen på aktivering av denna endokrina axel. Aktiveringen yttrar sig i att gonadotropinfrisättande hormon frisätts från hypotalamus, vilket signalerar till bildning av LH, FSH och könshormoner. Detta kan från ett endokrint håll delvis förklaras genom aktivering av kisspeptin. Också miljömässiga faktorer kan ligga bakom - puberteten tidigareläggs om miljön är gynnsam för fortplantning. Vissa sjukdomar kan också framkalla pubertet, vilket i synnerhet gäller pojkar med tumörer i hjärnan eller annan anatomisk eller fysiologisk påverkan på centrala nervsystemet.
Andra orsaker kan vara perifer gonadotropinsekretion vid könshormonproducerande tumörer, att utsättas för kemiska könshormoner, McCuneAlbrights syndrom, med mera.

## Incidens
Det är vanligare bland flickor, och förekommer i ett fall per 5 000-10 000. Risken att drabbas verkar öka av att vara adopterad från ett fattigt land.

## Behandling
Det råder ingen samsyn huruvida tillståndet bör behandlas. Behandling sätts in om barnet känner sig avvikande, om man vill förhindra alltför tidig sexuell aktivitet, och vill förhindra framtida kortvuxenhet (för tidig pubertet leder ofta till att barnet slutar växa tidigt och blir kortvuxet som vuxen).